# Ruisseau de la Vannoise
Ne doit pas être confondu avec Ruisseau de la Vanoise.
Le ruisseau de la Vannoise est un cours d'eau de la Haute-Saône et un sous-affluent du Rhône par l'Ognon et la Saône.

## Géographie
Le ruisseau de la Vannoise naît à Servance, au Bozon, à 750 mètres d'altitude. 
Il rejoint les hameaux de Moisaubeau, Magny Maubert (470 mètres), Servanceuil et les Evaudois.  
Il rejoint l'Ognon, au hameau Rexelaxert (405 mètres). 
Sa longueur totale est de 8,9 km.

## Affluents
Le ruisseau de la Vannoise draine de nombreuses sources et ruisseaux, dans les plus importants nous pouvons citer :
- le ruisseau des Nouvelles Terres
- le ruisseau de la Rosière

## Hydrologie
Le ruisseau de la Vannoise ne dispose pas de station hydrométrique permanente.